# Arc diurne
Un arc diurne, également appelé ligne de déclinaison, matérialise le parcours de l'ombre de l'extrémité du gnomon d'un cadran solaire au cours d'une même journée. Le plus souvent on se contente de tracer l'arc diurne de quelques dates astronomiquement remarquables telles que les solstices et les équinoxes, éventuellement augmentées, comme dans l'exemple ci-contre, des arcs correspondant à 8 autres dates reliées à l'entrée du soleil dans un signe du zodiaque. Cette référence au zodiaque entraîne que les arcs sont parfois appelés arcs des signes. L'ensemble de ces 12 dates correspondent à des valeurs de la longitude écliptique du soleil multiples de 30°; les valeurs de la déclinaison du soleil à ces instants sont alors égales à 0°, ± 11°28', ± 20°09' et ± 23°26'. En pratique il y a alors sept arcs diurnes représentés sur le cadran : cinq d'entre eux sont parcourus à deux dates différentes au cours d'une même année, les deux autres correspondent aux dates des solstices.

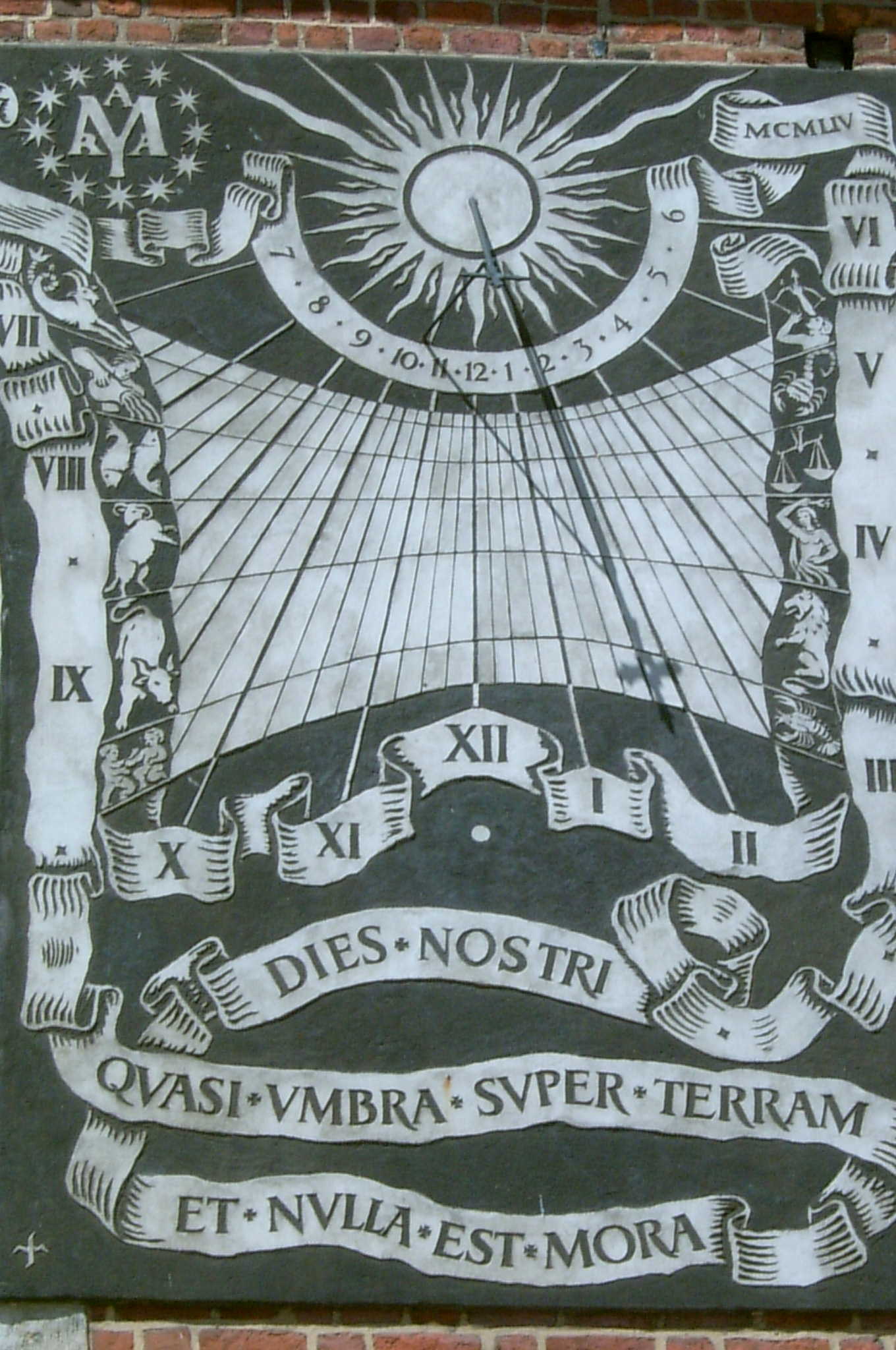
Cadran solaire à Cracovie avec tracé d'arcs diurnes.
À côté du bandeau marquant, en noir sur fond blanc, les heures matinales (VII à IX, à gauche) et vespérales (III à VI, à droite), figurent au revers du bandeau marquant les heures proches de midi (X à XII et I à II) et dessinés en blanc sur fond noir, les signes du zodiaque (six à gauche et six à droite), dont les limites correspondent au tracé de 7 arcs diurnes (qui sont des arcs d'hyperbole). L'heure indiquée est 1 h 50 de l'après-midi, le 16 juillet, 25 jours après le solstice d'été.
Coordonnées :.

Pour un cadran plan (horizontal, vertical ou vertical déclinant), l'arc diurne des équinoxes est toujours une droite. Les autres arcs sont la plupart du temps des hyperboles dans les régions situées entre les cercles polaires, mais en jouant sur la latitude, l'inclinaison et la déclinaison, il est possible d'obtenir toute la famille des coniques, à savoir une parabole, une ellipse et un cercle pour une date choisie (tableaux récapitulatifs); l'ellipse ou le cercle ne seront complètement parcourus que si le Soleil ne se couche pas, donc au-delà des cercles polaires.